# Fotonica
Fotonica (stylisé FOTONICA) est un jeu vidéo de plateforme développé et édité par Santa Ragione, sorti en 2011 sur Windows, Mac, Linux, Ouya, iOS et Android.

## Système de jeu
Fotonica s'inscrit dans le sous-genre du runner, se déroule en vue subjective dans des décors en 3D fil de fer. Canard PC compare son principe au film Tron et au jeu vidéo Mirror's Edge.

## Accueil

### Critique
- Canard PC : 8/10[1]
- Pocket Gamer : 8/10[2]
- TouchArcade : 5/5[3]

### Récompenses
Le jeu a reçu une mention honorable dans la catégorie Excellence en son lors de l'Independent Games Festival 2015.